# تحطم باراشوت كيمروفسكايا ليت إل-410 تربوليت
تحطم باراشوت كيمروفسكايا ليت إل-410 تربوليت في 19 يونيو 2021، تحطمت طائرة ليت إل-410 تربوليت بالقرب من مطار تاناي. توفي 7 ركاب، من بينهم أربعة من أفراد الطاقم.

## الحادثة
تحطمت طائرة ليت إل-410 تربوليت التابعة لـ الجمعية التطوعية للتعاون مع الجيش والطيران والبحرية ذات الرقم (RF-94603) والرقم التسلسلي 21-05 في حقل بالقرب من مطار تاناي في أوبلاست كيمروفسكايا روسيا، مع 19 شخصًا على متنها، حيث لقي سبعة منهم مصرعهم. كانت الطائرة في رحلة تدريب مع المظليين. أثناء الرحلة أبلغ القبطان عن عطل في المحرك وقرر إعادة الطائرة إلى المطار، والذي أثناء عملية قلبها توقفت الطائرة وقصّت الأشجار بجناحيها، ثم تحطمت.